# Rhipidomys macconnelli
Rhipidomys macconnelli е вид бозайник от семейство Хомякови (Cricetidae).

## Разпространение
Видът е разпространен в Бразилия, Венецуела и Гвиана.